# Atalanta Bergamasca Calcio 1931-1932
Questa pagina raccoglie i dati riguardanti l'Atalanta e Bergamasca Sezione Calcio nelle competizioni ufficiali della stagione 1931-1932.

## Stagione
Nonostante le premesse, il campionato dei neroazzurri si rivela sottotono, senza mai riuscire veramente a entrare nella lotta per la promozione. 

La squadra, sempre affidata a József Violak (che smette di giocare per dedicarsi esclusivamente al ruolo di allenatore), riesce a posizionarsi al quarto posto finale (a otto punti dalla zona promozione) chiudendo con 39 punti in 34 partite.
A fine anno il presidente Pesenti si dimette.
La Coppa Italia non viene disputata.

## Organigramma societario
Area direttiva
- Presidente: Antonio Pesenti
- Vice Presidenti: Gaspare Luchsinger
- Segretario: Luigi Baccanelli
- Vice Segretario: Francesco Avogadri
- Cassiere ed Economo: Oreste Onetto
- Consiglieri: Giacomo Suardo, Armando Reggiani, Riccardo Albini, Pietro Testani, Ernesto Honegger, Giuseppe Scavia, Enrico Tschudi, Matteo Legler, Vincenzo Polli, Antonio Gambirasi, Carlo Coltri, Mario Pesenti, Luigi Radici, Stauf, Giovanni Finazzi, Pietro Micheletti, Pierantonio Pesenti, Ferruccio Gatti, Giacomo Argenti

Area tecnica
- Allenatore: József Violak

Area sanitaria
- Massaggiatore: Leone Sala

## Rosa
| N. |                   | Ruolo | Calciatore          |
| -- | ----------------- | ----- | ------------------- |
|    | Italia (bandiera) | P     | Carlo Ceresoli      |
|    | Italia (bandiera) | P     | Giacomo Gianora     |
|    | Italia (bandiera) | D     | Riccardo Cornolti   |
|    | Italia (bandiera) | D     | Francesco Bettoni   |
|    | Italia (bandiera) | D     | Riccardo Bonometti  |
|    | Italia (bandiera) | D     | Francesco Mazzoleni |
|    | Italia (bandiera) | C     | Amerigo Bedetti     |
|    | Italia (bandiera) | C     | Vittorio Casati     |
|    | Italia (bandiera) | C     | Francesco Simonetti |

| N. |                   | Ruolo | Calciatore          |
| -- | ----------------- | ----- | ------------------- |
|    | Italia (bandiera) | C     | Luigi Tentorio      |
|    | Italia (bandiera) | C     | Leopoldo Caimmi     |
|    | Italia (bandiera) | C     | Libero Molinis      |
|    | Italia (bandiera) | C     | Alberto Pignattelli |
|    | Italia (bandiera) | A     | Alfredo Barisone    |
|    | Italia (bandiera) | A     | Ugo Lodi            |
|    | Italia (bandiera) | A     | Giulio Panzeri      |
|    | Italia (bandiera) | A     | Renato Sanero       |
|    | Italia (bandiera) | A     | Vittorio Bonello    |

## Calciomercato
| Acquisti | Acquisti            | Acquisti         | Acquisti   |
| R.       | Nome                | da               | Modalità   |
| -------- | ------------------- | ---------------- | ---------- |
| P        | Giacomo Gianora     | Fanfulla         | definitivo |
| D        | Riccardo Bonometti  | Brescia          | definitivo |
| D        | Francesco Mazzoleni | Taranto          | definitivo |
| C        | Leopoldo Caimmi     | Lazio            | definitivo |
| C        | Libero Molinis      | Monfalconese CNT | definitivo |
| C        | Alberto Pignattelli | Pavia            | definitivo |
| A        | Vittorio Bonello    | Serenissima      | definitivo |

| Cessioni | Cessioni            | Cessioni    | Cessioni   |
| R.       | Nome                | a           | Modalità   |
| -------- | ------------------- | ----------- | ---------- |
| A        | Romano Buschi       | Lecco       | definitivo |
| A        | Giacomo Cornolti    | Clarense    | definitivo |
| A        | Angelo Maffezzoli   | Lecco       | definitivo |
| D        | Giuseppe Mortarotti | Montevarchi | definitivo |
| A        | Mario Paniati       | Catanzarese | definitivo |
| C        | Emilio Scarpellini  | Cosenza     | definitivo |
| C        | Giuseppe Volta      | Casale      | definitivo |

## Risultati

### Serie B

#### Girone d'andata
| Arbitro: | Melandri (Genova) |

|                         |           |  |
| Silvestri 18’ Lenzi 47’ | Marcatori |  |

| Arbitro: | Mazzini (Bologna) |

|                                                                |           |  |
| Panzeri 21’, 79’ Sanero 25’, 51’ Bonello 66’ Barisone 76’, 87’ | Marcatori |  |

| Arbitro: | Bertiato (Venezia) |

|             |           |                      |
| Panzeri 29’ | Marcatori | 56’Ferrè 69’ Aliatis |

| Vigevano 11 ottobre 1931 4ª giornata | GC Vigevanesi          | 0 – 0 | Atalanta | Campo Bepi Crespi\| Arbitro: \| Omodei Zorini (Novara) \| |
| Arbitro:                             | Omodei Zorini (Novara) |       |          |                                                           |

| Arbitro: | Mastellari (Bologna) |

|  |           |                             |
|  | Marcatori | 47’, 59’ Sanero 57’ Bedetti |

| Arbitro: | Mazzarini (Roma) |

|             |           |           |
| Molinis 13’ | Marcatori | 10’ Giuge |

| Arbitro: | Cugnini (Ancona) |

|                               |           |  |
| Ostromann 8’, 15’ Filippi 76’ | Marcatori |  |

| Pistoia 8 novembre 1931 8ª giornata | Pistoiese          | 0 – 0 | Atalanta | Monte Oliveto\| Arbitro: \| Brunelli (Bologna) \| |
| Arbitro:                            | Brunelli (Bologna) |       |          |                                                   |

| Arbitro: | Salvagno (Trieste) |

|                             |           |  |
| Sanero 21’, 76’ Bonello 72’ | Marcatori |  |

| Arbitro: | Simonotti (Novi Ligure) |

|                         |           |  |
| Barisone 16’ Sanero 31’ | Marcatori |  |

| Arbitro: | Scotto (Savona) |

|                         |           |                         |
| Andrei 27’ Santillo 53’ | Marcatori | 19’ Bonello 25’ Panzeri |

| Arbitro: | Gonani (Ravenna) |

|                      |           |  |
| Sacchi 42’ Zoppi 78’ | Marcatori |  |

| Bergamo 27 dicembre 1931 13ª giornata | Atalanta         | 0 – 0 | Monfalconese CNT | Stadio Mario Brumana\| Arbitro: \| Collina (Savona) \| |
| Arbitro:                              | Collina (Savona) |       |                  |                                                        |

| Arbitro: | Dani (Genova) |

|                       |           |                        |
| Galli 47’, 62’ (rig.) | Marcatori | 25’ Bedetti 35’ Sanero |

| Arbitro: | Gonani (Ravenna) |

|             |           |  |
| Panzeri 59’ | Marcatori |  |

| Arbitro: | Piccoli (Bologna) |

|                                                       |           |  |
| Bedetti 1’ Panzeri 25’, 39’, 58’ Sanero 29’, 38’, 68’ | Marcatori |  |

| Arbitro: | Biancone (Roma) |

|                                                |           |             |
| Ruffino 22’ Radice 27’, 74’ Blasevich 39’, 59’ | Marcatori | 52’ Bedetti |

#### Girone di ritorno
| Bergamo 31 gennaio 1932, ore ? 18ª giornata | Atalanta        | 0 – 0 | Livorno | Stadio Mario Brumana\| Arbitro: \| Mattea (Torino) \| |
| Arbitro:                                    | Mattea (Torino) |       |         |                                                       |

| Arbitro: | Zorzi (Venezia) |

|                                       |           |                       |
| Bettoni 15’ (aut.) Maestroni 42’, 74’ | Marcatori | 7’, 32’ (rig.) Sanero |

| Arbitro: | Bonivento (Venezia) |

|           |           |             |
| Ferrè 35’ | Marcatori | 42’ Bonello |

| Arbitro: | Mattea (Torino) |

|                           |           |  |
| Simonetti 20’ Bonello 85’ | Marcatori |  |

| Arbitro: | Beretta (Novi Ligure) |

|                        |           |  |
| Panzeri 35’ Sanero 53’ | Marcatori |  |

| Arbitro: | Turbiani (Ferrara) |

|  |           |                        |
|  | Marcatori | 29’ Panzeri 58’ Sanero |

| Arbitro: | Ciamberlini (Genova) |

|                                                                     |           |                                                     |
| Panzeri 14’ Molinis 25’ Simonetti 36’, 50’, 81’ Guerrini 68’ (aut.) | Marcatori | 48’, 56’ Filippi 53’ (rig.) D'Alberto 84’ Ostromann |

| Arbitro: | Scotto (Savona) |

|                                      |           |              |
| Simonetti 10’ Panzeri 43’ Sanero 86’ | Marcatori | 14’ Nehadoma |

| Arbitro: | Guarnieri (Milano) |

|                    |           |                   |
| Corsanini 10’, 20’ | Marcatori | 67’ (rig.) Sanero |

| Lecce 24 aprile 1932, ore ? 27ª giornata | Lecce              | 0 – 0 | Atalanta | Stadio Achille Starace\| Arbitro: \| Ferorelli (Napoli) \| |
| Arbitro:                                 | Ferorelli (Napoli) |       |          |                                                            |

| Arbitro: | Carletti (Ancona) |

|             |           |            |
| Panzeri 55’ | Marcatori | 57’ Andrei |

| Arbitro: | Zelocchi (Modena) |

|             |           |            |
| Panzeri 64’ | Marcatori | 53’ Sacchi |

| Arbitro: | Dalle Mole (Vicenza) |

|                             |           |                                        |
| Russinovich 23’ Rigotti 75’ | Marcatori | 2’ Panzeri 57’ Pignattelli 72’ Bedetti |

| Arbitro: | Rovero (Voghera) |

|                         |           |  |
| Panzeri 35’ Bonello 50’ | Marcatori |  |

| Arbitro: | Oblach (Trieste) |

|                                                                     |           |  |
| Perazzolo 23’, 26’, 54’ Rossi 34’ Gravisi II 48’, 85’ Callegari 86’ | Marcatori |  |

| Arbitro: | Borghetti (Ancona) |

|            |           |                 |
| Bonati 15’ | Marcatori | 88’ Pignattelli |

| Bergamo 12 giugno 1932, ore ? 34ª giornata | Atalanta           | 0 – 0 | Palermo | Stadio Mario Brumana\| Arbitro: \| Dall'Era (Brescia) \| |
| Arbitro:                                   | Dall'Era (Brescia) |       |         |                                                          |

## Statistiche

### Statistiche di squadra
| Competizione | Punti | In casa | In casa | In casa | In casa | In casa | In casa | In trasferta | In trasferta | In trasferta | In trasferta | In trasferta | In trasferta | Totale | Totale | Totale | Totale | Totale | Totale | DR  |
| Competizione | Punti | G       | V       | N       | P       | Gf      | Gs      | G            | V            | N            | P            | Gf           | Gs           | G      | V      | N      | P      | Gf     | Gs     | DR  |
| ------------ | ----- | ------- | ------- | ------- | ------- | ------- | ------- | ------------ | ------------ | ------------ | ------------ | ------------ | ------------ | ------ | ------ | ------ | ------ | ------ | ------ | --- |
| Serie B      | 39    | 17      | 10      | 6       | 1       | 39      | 10      | 17           | 3            | 7            | 7            | 18           | 32           | 34     | 13     | 13     | 8      | 57     | 42     | +15 |

### Statistiche dei giocatori
| Giocatore      | Serie B  | Serie B |
| Giocatore      | Presenze | Reti    |
| -------------- | -------- | ------- |
| A. Barisone    | 24       | 3       |
| A. Bedetti     | 13       | 5       |
| F. Bettoni     | 31       | 0       |
| V. Bonello     | 31       | 6       |
| R. Bonometti   | 17       | 0       |
| L. Caimmi      | 25       | 0       |
| V. Casati      | 34       | 0       |
| C. Ceresoli    | 29       | 0       |
| R. Cornolti    | 21       | 0       |
| G. Gianora     | 5        | 0       |
| U. Lodi        | 0        | 0       |
| F. Mazzoleni   | 3        | 0       |
| L. Molinis     | 22       | 2       |
| G. Panzeri     | 31       | 16      |
| A. Pignattelli | 7        | 2       |
| R. Sanero      | 31       | 17      |
| F. Simonetti   | 23       | 5       |
| L. Tentorio    | 27       | 0       |